# Inversiula inversa
Inversiula inversa is een mosdiertjessoort uit de familie van de Inversiulidae. De wetenschappelijke naam van de soort is voor het eerst geldig gepubliceerd in 1887 door Waters.